# Karakó
Karakó es un pueblo ubicado en el distrito de Celldömölk, en el condado de Vas, Hungría.

## Superficie
Posee una superficie de 10,35 kilómetros cuadrados.

## Demografía
Hasta 2019 la población era de 203 habitantes, con una densidad de población de 19,61 habitantes por kilómetro cuadrado.